# ولادیمر گگشیدزه
ولادیمر گگشیدزه (گرجی: ვლადიმერ გეგეშიძე؛ زادهٔ ۱۰ فوریهٔ ۱۹۸۵) کشتی‌گیر اهل گرجستان است.